# Aalto – Architektur der Emotionen
Aalto – Architektur der Emotionen (Originaltel: Aalto) ist ein finnisch-französischer Dokumentarfilm aus dem Jahre 2020. Regie führte Virpi Suutari.

## Handlung
Der Dokumentarfilm entwirft eine Biografie Alvar Aaltos und geht in gleicher Weise auf seinen Werdegang als Architekt wie auch als Möbeldesigner ein. Geprägt wurde Aalto von der modernistischen Architektur der 1920er und 1930er Jahre. Anfangs als Erneurer gefeiert, gelangte Aalto zu internationalem Ruhm, wurde in seiner Heimat aber im Alter als ein Vertreter des Establishments gesehen.
Im Film werden mehrere Bauwerke vorgestellt, die in Aaltos Schaffen eine herausragende Stellung haben, daneben erhält der Zuseher mit Ausschnitten aus Amateurfilmen und Kommentaren von Aaltos Weggefährten auch Einblick in dessen Privatleben.

## Kritik
„Mit einer großen Fülle an Fotografien und privaten Filmaufnahmen des Paares zeichnet der Film das intensive Familien- und Arbeitsleben des Paares nach und würdigt den oft übersehenen Anteil Aino Aaltos an der Arbeit ihres Mannes.“